# عنف رمزي
عنف رمزي (Symbolic Violation) مفهـوم سوسـيولوجي معاصـر يعني أن يفرض المسيطرون طريقتهم في التفكير والتعبير والتصور الذي يكون أكثر ملائمة لمصالحهم، ويتجلى في ممارسات قيمية ووجدانية وأخلاقية وثقافية تعتمد على الرموز كأدوات في السيطرة والهيمنة مثل اللغة، والصورة، والإشارات، والدلالات، والمعاني. فهو عنف نائم خفي هادئ، غير مرئي وغير محسوس حتى بالنسبة لضحاياه. ويعد مفهوم العنف الرمزي واحداً من المفاهيم المهمة التي تصدرت طروحات بيير بورديو المبكرة عام 1972 .

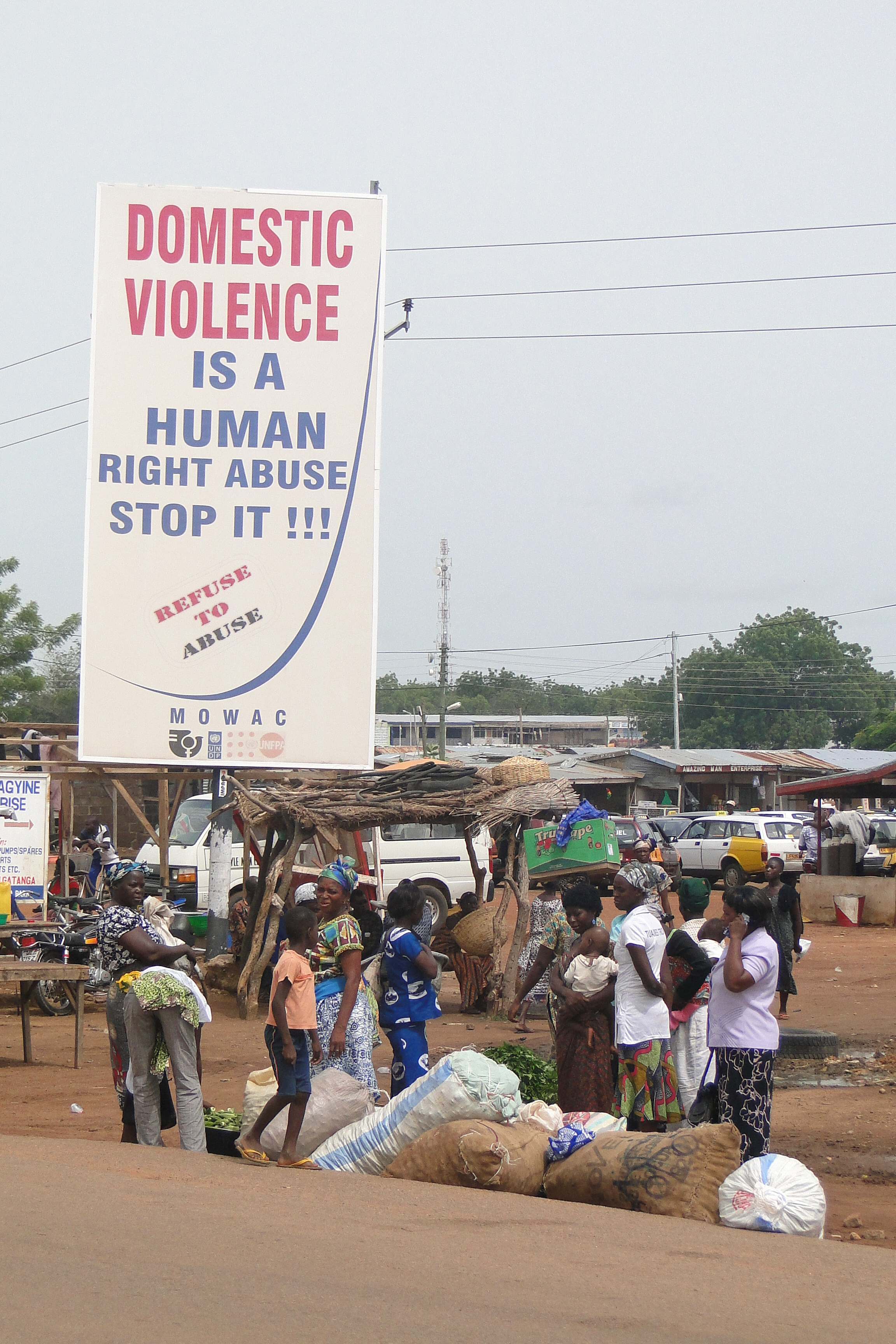
يجب وقف العنف بجميع أشكاله وصوره ؛ لإنه انتهاك لحقوق الإنسان

## تعريف العنف الرمزي
يعرفه بيير بورديو: العنف الرمزي هو عبارة عن عنف لطيف، وغير محسوس، وهو غير مرئي بالنسبة لضحاياه أنفسهم، وهو عنف يمارس عبر الطرائق والوسائل الرمزية الخالصة أي: عبر التواصل، وتلقين المعرفة، وعلى وجه الخصوص عبر عملية التعرف والاعتراف. و«هو أيضاً صنف من التصرفات والأقوال والأفعال والحركات والكتابات، التي من شأنها أن تـُلحق الأذى بالاتزان النفسي أو الجسدي لشخص ما، وأن تـُعرّض عمله وحياته للخطر، وأن تتسبّب بتعكير مناخ العمل وتسميمه».
ويمكن تعريفه بأنه: نوع من العنف الثقافي الذي يؤدي وظائف اجتماعية كبرى، ويمكن أن تلمسه في وضعية الهيمنة التي يمارسها أصحاب النفوذ على أتباعهم بصورة مقنعة وخادعة، إذ يقومون بفرض مرجعياتهم الأخلاقية والفكرية على الآخرين من أتباعهم، ويولدون لديهم إحساسا عميقا بالدونية والعطالة والشعور بالنقص.

## الفرق بين العنف الرمزي والعنف النفسي
«وفي إطار تحديد هوية العنف الرمزي، ينبغي الفصل بين صور العنف الرمزي وممارسات العنف الأخرى التي درست تحت طائلة الدراسات السيكولوجية، فالعنف بشكل عام يتضمن أشكال الانتهاك الجسدي كما يتضمن العنف المعنوي الذي يتوجه ضد الآخر مثل: الاستهزاء. بينما العنف الرمزي فهو عنف غامض مستتر، يتماهى، ويتوارى خلف الكثير من السلوكات اليومية المقبولة اجتماعياً وثقافياً وإيديولوجياً، ودينياً، وتكون نتائجه خطرة وكارثية لأنه يُطَبع الشخصية على العنف ويناوب الأدوار بين الجلاد والضحية ويؤسس ويثقف بشكل مستتر للعنف الصريح (الجسدي والمعنوي)».
فالعنف الرمزي مقارنة بأي شكل آخر من أشكال العنف يكون غامضاً مستتراً خفياً ناعماً، ولكن نتائجه قد تكون كارثية فيما يتعلق بتوجهات الحياة الاجتماعية بمساراتها الفكرية والأيديولوجية. إضافة ادإلى ذلك يعد العنف الرمزي عنفا إشكاليا وظيفيا، يحمل في ذاته طابعاً أيديولوجياً، و يثير هذا الأخير كثيراً من الجدل بين الباحثين والمفكرين.

## الترابط ما بين العنف الرمزي والعنف المباشر
قبل البدء في طرح الترابط ما بين العنف الرمزي والعنف المباشر فإنه يجب علينا تعريف العنف المباشر، وعليه يكون التعريف بأنه: عمليات ممارسة القوم من أجل إيذاء الأشخاص أو تدمير الممتلكات وإلحاق الضرر بالأشخاص أو التدخل قسراً في الحد من الحريات ويدخل أيضاً في سلوكيات عديدة منها القتل، الضرب، التشويه.
الترابط ما بين العنف الرمزي والعنف المباشر:
قد لا يبدو هناك ارتباط مباشر ما بين هذان النوعان من العنف إلا أنه عند تحديد الاختلافات ما بينهما يترتب علينا وصفها. ففي حين أن العنف المباشر يشير إلى أن العنف الجسدي الذي يقوم به الفاعل من خلال إيذاء الأفراد إما عن طريق الضرب أو القتل وغيرها من الطرق، إلا أن العنف الرمزي يكون أكثر نعومة من دون ممارسات جسدية، أي أنه  يُصيب أكثر الأفراد بطريقة غير مباشرة، فعند المقارنة بينهما يظهر لنا أن العنف المباشر يكون كالآتي: يقتل الناس مباشرة، يقتل بسرعة، ضرر جسدي، يكون على فترات متقطعة وبشكل مقصود. أما العنف الرمزي فيكون: يقتل الناس بشكل غير مباشر، يقتل ببطئ، الحرمان الجسدي، مستمر وغير مقصود.
ومن هنا يمكننا توضيح أن الترابط ما بين العنف الرمزي والعنف المباشر هو ترابط بشكل دائري، أي أنهما عبارة عن نظام مشترك مترابط . فعلى سبيل المثال عند قيام الرجل بضرب النساء فإنه يؤكد تراتبية الهيمنة التي تفرضها السلطة الأبوية، ففي حالة ضرب الرجال للنساء فإن القائم بفعل الضرب هو الرجل والذي يمثل العنف المباشر، في حين أن الشرعية التي سمحت بضرب النساء هي السلطة الأبوية التي تعزز هذا الفعل، وتعزيز مثل هذا الفعل هو عنف رمزي.

## خصائص العنف الرمزي

العنف الرمزي ربما يكون أحطر من العنف الفيزيائي أو الجسدي

ويشترك العنف الرمزي مع سائر أنواع العنف في الهدف متمثلاً في إلحاق الأذى والضرر بالأخرين، ويختلف عنها من حيث أداؤه لأنه خفي وغير واضح تماما، ومن خصائصه:
1. العنف الرمزي ذو قوة، وله تأثير كبير استنادا إلى طريقته وإلى جملة الرموز والمعاني التي يحملها.
2. العنف الرمزي يتخذ عدة أشكال وعدة خصائص وأهمها الترميز.
3. العنف الرمزي يهدف إلى فرض السلطة والنفوذ بطريقة تعسفية واستبدادية.[2]

## أساليب العنف الرمزي
للعنف الرمزي مظاهر وأسالیب عدیدة، من أبرزها عند بوردیو:
1. التبخیس: سلوك یتسم بالتعالي والتمییز، وتقلیل قیمة وشأن الأفراد الآخرین أو ممن هم أقل مكانة، والازدراء والتصغیر والإبعاد الاجتماعي والمهني. «ويمكن تصنيف تسميات: بلدان العالم الثالث، البلدان النامية، بلدان الجنوب، البلدان المتخلفة، تحت هذا العنوان التبخيسي للهوية. ومما لا شك فيه أن هذه التسميات وغيرها، التي أطلقت على الشعوب المغلوبة، تمثل أحكاما قيمية غامضة تبخيسية بذاتها، وترمز إلى تقدم المجتمعات الغربية وتفوقها.»[6]
2. الإنكار القیمي: یتمثل بإنكار قدرات ومهارات الأفراد؛ وذلك من أجل السیطرة علیهم وتحدید قدراتهم وكبت طاقاتهم ومواهبهم التي یتمتعون بها.
3. الاستلاب النفسي: یتمثل في استلاب حقوق الأفراد وما یتمتعون به من امتیازات اجتماعیة ومهنیة مشروعة، فضلا عن حرمانهم من فرصة التعبیر عن أفكارهم وآرائهم واتجاهاتهم الخاصة.
4. التعبیر العدائي المعلن: یتمثل في استخدام الرموز والإشارات اللفظیة والتعبیرات الجسمیة التي تدل على قوة المعتدي ورفضه وفرض هیمنته الوظیفیة والاجتماعیة على الآخرین.[9]

## عوامل تساعد على تنامي العنف الرمزي
- الطبقات الاجتماعية والأعراق والمذاهب: العنف الرمزي يتنامى وتتعاظم مشروعيته في المجتمعات التي تتألف من طبقات اجتماعية وأعراق وديانات ومذاهب مختلفة وبخاصة في المراحل الانتقالية الناتجة عن المتغيرات الاقتصادية والسياسية، حيث تستقطب صور العنف الرمزي وتتمترس بقوة مزدوجة (داخلية وخارجية) باتجاه العرق أو الدين والمذهب.[3]
- الاستعمار الخارجي: لقد دأبت السياسات الاستعمارية على توظيف التبخيس والتدمير الثقافي للهوية ضد الشعوب المستعمرَة، وذلك تحت ذريعة التنوير والتبشير والديمقراطية. ويمكن تصنيف تسميات: بلدان العالم الثالث، البلدان النامية، بلدان الجنوب، البلدان المتخلفة، تحت هذا العنوان التبخيسي للهوية.[6]
- التعلم: فأما في حالات أخرى قد يتم اكتساب هذا العنف من خلال عملية التعلم في الصغر، فمن خلال نظرية التعلم الاجتماعي لدى باندورا وولترز الذي لم ينكر أهمية الدور المباشر في عملية التعلم والتأثير على السلوك، الا انه يرى بأن عمليات التعلم تأتي أيضا عن طريق الصدفة، ويمكن توضيح ذلك من خلال إعطاء مثال على طفل في مرحلة التعلم والذي يقوم بمشاهدة سلوكيات عنف أو سماع كلمات سيئة، ففي هذه الحالة يحدث اشتراط اجرائي لدى الطفل ويقوم من خلاله بتعزيز مثل هذه السلوكيات التي سوف يقوم بفعلها لاحقاً من خلال مشاهدة النماذج التي يقدمها له المجتمع.[9]
- الاستعمار الاستيطاني: يدخل العنف الرمزي ايضاً في مفهوم الاستعمار الاستيطاني، في حال أن الاستعمار الاستيطاني يعمل على محو هوية وتنظيمها للسكان الأصلانيين من خلال محو تاريخهم ومكانتهم الجغرافية من اجل استبدالهم بنسخة أخرى معقمة وأكثر قبول وذلك من خلال استخدام نموذج التجزئة: باعتباره أحد اشكال العنف ضد احتياجات الهوية البشرية فتكون عبارة عن عملية خلق الهوية البشرية باستخدام نمط هرمي، فيمكن لك ان تنحدر أو تصعد حسب ان كنت اسود اصيل بدائي أو غير اصيل أو متحضر أو اذ كنت من درجة فاتحة أو ان كنت ابيض. بالتالي فان عمليات التميز العنصري بناء على الهوية أو اللون أو العرق هي ايضاً أحد اشكال العنف الرمزي التي قد يُولدها لنا الاستعمار الاستيطاني والتي تساهم في تنامي العنف الرمزي.[10]

## مجالات العنف الرمزي

### في مجال الإعلام
في مجال الإعلام ركز بيير بورديو على التلفزيون باعتباره أداة إعلامية خطيرة تمارس العنف ضد المواطنين، إذ تقدم لهم ما تشتهيه السلطة المهيمنة التي تستغل وسائل الإعلام لتحقيق مصالحها وأهدافها وأرباحها. ومن ثم، يتلاعب التلفزيون بعقول الناس، وينشر بينهم إيديولوجية الدولة المهيمنة، وأفكار الطبقة الحاكمة. وهذا يهدد – فعلا- الثقافة والفن والديمقراطية الحقيقية. وينطبق هذا الحكم نفسه على الصحافة التي صارت من الوسائل الخطيرة التي تشارك الفئات الحاكمة في ممارسة العنف الرمزي ضد الآخرين.

### في مجال التربية والتعليم
وفي مجال التربية والتعليم وطبقاً لبورديو تتضمن الأنشطة التربوية القائمة على تلقين المعلومات، موضوعياً نوعاً من العنف الرمزي، وذلك بوصفها فرضاً من قبل جهة عليا تسعى لتوطيد هيمنة رؤى الطبقة المسيطرة، وإعادة إنتاج موروث العنف الرمزي الاجتماعي الذي يرسخ الطبقية والتبعية للكثير من الآراء.وكذلك تمايز مستويات المدارس وفرص الطلبة في الانتساب إليها، لاعتبارات اقتصادية وطبقية اجتماعية يخضع الطلبة لامتحانات مركزية موحدة في بعض المراحل الدراسية، ونتيجة طبيعية ان تكون فرصة شريحة معينة من الطلبة في النجاح وتحصيل قدر أكبر من الدرجات أكثر من فرصة الطلبة في شرائح اجتماعية أخرى هذه النتائج تنطوي على عنف رمزي مشروع يعيشه الجميع دون ان يدركوا خطورته.

## إحصاءات حول العنف الرمزي
أظهرت استطلاعات أن أكثر من مليوني فرنسي وفرنسية، أي ما نسبته 9 بالمائة من الفرنسيين، يتعرضون للاعتداء المعنوي والعنف الرمزي في أماكن عملهم.